# غل سفيد (قلعة خواجة)
غل سفيد (بالفارسية: گل‌سفید) هي منطقة سكنية تقع في إيران في قسم قلعة خواجة الريفي. يقدر عدد سكانها بـ 79 نسمة .